# Slemsrud
Slemsrud is een plaats in de Noorse gemeente Hamar, fylke Innlandet. Slemsrud telt 424 inwoners (2007) en heeft een oppervlakte van 0,38 km².